# Черепашки-ниндзя (мультсериал, 2012) (5 сезон)
Пятый сезон Черепашек-ниндзя под названием «Истории» выходил в эфир на канале Nickelodeon с 19 марта по 12 ноября 2017 года в США и с 14 мая 2017 года по 11 марта 2018 года в России.

## История создания
10 июля 2015 года на San Diego Comic Con International Никелодеон объявил о выпуске пятого сезона, а также подтвердила, что пятый сезон будет состоять из 20 эпизодов. Также было подтверждено, что этот сезон станет последним в связи с провалом фильма «Черепашки-ниндзя 2»
Пятый сезон Черепашек-ниндзя выходит в эфир на канале Nickelodeon с 19 марта 2017 года.

## Актерский состав

### Главные роли
- Сет Грин — Леонардо / Максимус Конг (18 серий)
- Шон Астин — Рафаэль, Постаревший Рафаэль (20 серий)
- Грег Сайпс[англ.] — Микеланджело / Святой Анчоус (19 серий)
- Роб Полсен — Донателло, Рафаэль из 80-х, Донателло-Бот (20 серий)

### Эпизодические роли
- Мэй Уитман — Эйприл О’Нил (10 серий)
- Брайан Блум[англ.] — Капитан Рэйн, Дон Визиосо (7 серий)
- Скотт Менвилль[англ.] — Крэншоу младший, Мистер Гигабайт (6 серий)
- Джош Пек — Кейси Джонс (6 серий)
- Келли Ху — Караи (6 серий)
- Джей Би Смув — Бибоп (5 серий)
- Фред Таташор — Рокстеди (5 серий)
- Эрик Бауза[англ.] — Тигриный Коготь, Близнецы Фульчи, Хаммер (4 серии)
- Эшли Джонсон — Ренет (4 серии)
- Грэм Мактавиш — Саванти Ромеро (4 серии)
- Грант Монингер — Мумия, Чудовище Франкенштейна, Доктор Франкенштейн, Игорь  (4 серии)
- Кевин Майкл Ричардсон — Нежить Шреддер, Шреддер из 80-х (4 серии)
- Марк Хэмилл — Каваксас (4 серии)
- Барри Гордон — Донателло из 80-х, Бибоп из 80-х (3 серии)
- Джессика Ди Чикко — Мира (3 серии)
- Ди Брэдли Бейкер — Чомпи Пикассо (3 серии)
- Эван Кишияма — Кинтаро (3 серии)
- Кэм Кларк — Леонардо из 80-х, Рокстеди из 80-х (3 серии)
- Таунсенд Коулмэн[англ.] — Микеланджело из 80-х (3 серии)
- Хун Ли[англ.] — Хамато Йоши / Сплинтер (3 серии)
- Юки Мацудзаки[англ.] — Миямото Усаги (3 серии)
- Ньямби Ньямби — Верминатор Рекс (3 серии)
- Нолан Норт — Бишоп, Павн, Утромы, Крэнги (3 серии)
- Крис Сарандон — Граф Дракула (3 серии)
- Патрик Фрэйли — Крэнг из 80-х (3 серии)
- Кион Янг[англ.] — Джей (3 серии)
- Дмитрий Дьяченко — Вулко (2 серии)
- Кит Дэвид — Командор Сал (2 серии)
- Бриттани Исибаси[англ.] — Акеми, Джорогума (2 серии)
- Гвендолин Йо — Шинигами (2 серии)
- Кристиан Ланц — Саблезуб (2 серии)
- Питер Лури[англ.] — Кожеголовый (2 серии)
- Кит Моррис — Империус Рептиликус (2 серии)
- Питер Стормаре — Лорд Дрегг (2 серии)
- Кэри-Хироюки Тагава — Сумо Кума (2 серии)
- Дэнни Трехо — Нейтритон (2 серии)
- Зельда Уильямс — Мона Лиза (2 серии)

### Гостевые роли
- Клэнси Браун — Рахзар
- Дэна ДеЛоренцо — Эсмеральда
- Кейт Микуччи — Рук
- Дэйв Б. Митчелл[англ.] — Доктор Майнстронг
- Кассандра Петерсон — Королева Утромов
- Робби Рист[англ.] — Мондо Гекко
- Кори Фельдман — Слэш
- Майк Хадживара — Хаттори Татсу
- Джеймс Хонг — Хо Чан

## Эпизоды
=

| № общий | № в сезоне | Название | Режиссёр         | Автор сценария | Премьера в США     | Премьера в России | Произв. код | Зрители США (миллионы) |
| --- | ---------- | --- | ---------------- | -------------- | ------------------ | ----------------- | ----------- | ---------------------- |
| 105 | 1          | «Scroll of the Demodragon» «Свиток Демодрагона»                                                                           | Sebastian Montes | Randolph Heard | 19 марта 2017 года | 14 мая 2017 года  | 501         | 1.01                   |
| Черепахи считают, что они победили большинство своих старых врагов, но вскоре обнаруживают, что из пепла поднимается новое зло. |            | |                  |                |                    |                   |             |                        |
| 106 | 2          | «The Forgotten Swordsman» «Забытый Меченосец»                                                                             | Alan Wan         | Peter Di Cicco | 26 марта 2017 года | 21 мая 2017 года  | 502         | 0.99                   |
| Карай ищет легендарного Куро Кабуто, претендующего на роль законной наследницы Клана Фут, когда она внезапно встречает старого соперника. |            | |                  |                |                    |                   |             |                        |
| 107 | 3          | «Heart of Evil» «Сердце Зла»                                                                                              | Rie Koga         | Gavin Hignight | 2 апреля 2017 года | 28 мая 2017 года  | 503         | 1.12                   |
| У Дона Визиосо оказывается сердце Шреддера. Черепашки и Тигриный коготь пытаются забрать его у него. |            | |                  |                |                    |                   |             |                        |
| 108 | 4          | «End Times» «Конец времен»                                                                                                | Sebastian Montes | Brandon Auman  | 4 апреля 2017 года | 4 июня 2017 года  | 504         | TBA                    |
| Черепахи должны победить могущественного Каваксаса, чтобы он не уничтожил мир. |            | |                  |                |                    |                   |             |                        |
| 109110 | 56         | «When Worlds Collide» «Когда миры сталкиваются»                                                                           | Неизвестно       | Неизвестно     | 18 июня 2017       | 27 августа 2017   | 510-511     | TBA                    |
| Нейтритон возвращается в Нью-Йорк - более мощным, чем когда-либо прежде, и объединяет силы с опасным и неожиданным союзником. С помощью Моны Лизы Черепашки встают на защиту своего города. |            | |                  |                |                    |                   |             |                        |
| 111 | 7          | «Yojimbo» «Телохранитель»                                                                                                 | Неизвестно       | Неизвестно     | 23 июля 2017       | 3 сентября 2017   | 515         | TBA                    |
| Черепашки попадают в альтернативное измерение, где встречают кролика-самурая по имени Миямото Усаги. |            | |                  |                |                    |                   |             |                        |
| 112 | 8          | «Osoroshi no Tabi» «Путешествие в страх»                                                                                  | Неизвестно       | Неизвестно     | 30 июля 2017       | 10 сентября 2017  | 516         | TBA                    |
| Усаги проводит Черепашек сквозь лес, населенный призраками, где они сталкиваются с озорными и опасными духами. |            | |                  |                |                    |                   |             |                        |
| 113 | 9          | «Kagayakei Kintaro» «Блеск Кинтаро»                                                                                       | Неизвестно       | Неизвестно     | 6 августа 2017     | 17 сентября 2017  | 517         | TBA                    |
| Когда Леонардо, Рафаэль, Донателло и Микеланджело со своим другом Усаги достигают цели своего назначения, они сразу же должны помочь Кинтаро исполнить свою судьбу. |            | |                  |                |                    |                   |             |                        |
| 114 | 10         | «Lone Rat and cubs» «Одинокая крыса и малыши»                                                                             | Неизвестно       | Неизвестно     | 13 августа 2017    | 13 августа 2017   | 505         | TBA                    |
| Когда Сплинтер только мутировал в крысу, он был вынужден учиться выживать в условиях постоянного преследования, а также защищать четырех черепах-мутантов-младенцев. |            | |                  |                |                    |                   |             |                        |
| 115 | 11         | «Raphael: Mutant Apocalypse: Part 1: The Wasteland Warrior» «Рафаэль: Апокалипсис Мутагена: Часть 1: Воин пустоши»        | Неизвестно       | Неизвестно     | 22 сентября 2017   | 25 февраля 2018   | 518         | TBA                    |
| В альтернативном будущем постаревший, закаленный Рафаэль сражается с дорожными бандами в пост-апокалиптической пустыне мутантов. |            | |                  |                |                    |                   |             |                        |
| 116 | 12         | «Raphael: Mutant Apocalypse: Part 2: The Impossible Desert» «Рафаэль: Апокалипсис Мутагена: Часть 2: Невозможная пустыня» | Неизвестно       | Неизвестно     | 22 сентября 2017   | 4 марта 2018      | 519         | TBA                    |
| Рафаэль, Донателло и Мира по-прежнему находятся в ловушке постоянных песчаных бурь во всей пустыне, но спасаются не кем иным, как Чомпи Пикассо, который вырос за годы своего существования на Земле. По пути им удается найти «Святого Анчоуса», который, по правде говоря, является пожилым худым Микеланджело. Он берет их к себе домой из пиццы, где ждет мороженое Китти. В то время как три Черепахи догоняют и пытаются принять потерю своего лидера и старшего брата Леонардо, на них всех атакует Верматор Рекс, который похищает Мира, но за ним следует по пятам рассерженный Рафаэль. |            | |                  |                |                    |                   |             |                        |
| 117 | 13         | «Raphael: Mutant Apocalypse: Part 3: Carmaggedon» «Рафаэль: Апокалипсис Мутагена: Часть 3: Кармаггедон»                   | Неизвестно       | Неизвестно     | 22 сентября 2017   | 11 марта 2018     | 520         | TBA                    |
| Угодив в Яму, Рафаэль побеждает лидеров банд и занимает их место. После чего, объединенные банды, под предводительством Рафаэля, и при поддержке Микеланджело, Миры и Чомпи, отправляются на поиски Оазиса. По пятам их преследует Максимус Конг - предводитель банд Пустошей, которым оказывается повторномутировавший и потерявший память Леонардо. |            | |                  |                |                    |                   |             |                        |
| 118 | 14         | «The Curse of Savanti Romero» «Проклятье Саванти Ромеро»                                                                  | Неизвестно       | Неизвестно     | 27 сентября 2017   | 7 октября 2017    | 506         | TBA                    |
| Когда Ренет возвращается, Черепашки, с помощью путешествий во времени, должны помочь ей остановить Саванти Ромеро, который хочет обрушить на Нью-Йорк армию мертвецов. |            | |                  |                |                    |                   |             |                        |
| 119 | 15         | «The Crypt of Dracula» «Склеп Дракулы»                                                                                    | Неизвестно       | Неизвестно     | 27 сентября 2017   | 14 октября 2017   | 507         | TBA                    |
| После событий предыдущего эпизода, Черепашки и Ренет отправляются в прошлое. Их цель - не допустить создание Саванти Ромеро армии зомби при помощи освобождения Дракулы из его гробницы. |            | |                  |                |                    |                   |             |                        |
| 120 | 16         | «The Frankenstein Experiment» «Эксперимент Франкеншейна»                                                                  | Неизвестно       | Неизвестно     | 4 октября 2017     | 21 октября 2017   | 508         | TBA                    |
| Саванти Ромеро удаётся выпустить Дракулу, который, к тому же, кусает Рафа и превращает его в вампира-мутанта-черепаху. Пока Эйприл, Кейси и Караи все еще в настоящем сражаются с ордой ужасных существ, трое Черепашек и Ренет обращаются за помощью к молодому доктору Виктору Франкенштейну и его помощнику Игорю. |            | |                  |                |                    |                   |             |                        |
| 121 | 17         | «Monsters Among Us!» «Монстры среди нас!»                                                                                 | Неизвестно       | Неизвестно     | 11 октября 2017    | 28 октября 2017   | 509         | TBA                    |
| Пока Донни и Игорь помогают Виктору с его экспериментом, а остальная часть команды занимается зомби и новыми вампирами в Нью-Йорке, Лео ведет Майки и Ренет на опасную охоту, чтобы освободить и вылечить Рафа от зависимости Дракулы. Им нужно сделать это прежде, чем они вернутся домой в свое время, а город будет уничтожен эпидемией зомби. |            | |                  |                |                    |                   |             |                        |
| 122 | 18         | «Wanted Bebop and Rocksteady» «Разыскиваются Бибоп и Рокстеди»                                                            | Неизвестно       | Неизвестно     | 12 ноября 2017     | 4 февраля 2018    | 512         | TBA                    |
| Когда в измерении м/с 2012 появляются Шреддер и Кренг из 80-х, они привлекают на свою сторону Бибопа и Рокстеди, что дает возможность их планам осуществляться гораздо лучше. |            | |                  |                |                    |                   |             |                        |
| 123 | 19         | «The Foot Walk Again» «Фут выходят снова»                                                                                 | Неизвестно       | Неизвестно     | 12 ноября 2017     | 11 февраля 2018   | 513         | TBA                    |
| Черепашкам приходится тренировать своих собратьев из 80-х годов, чтобы остановить наибольшую угрозу из всех, с чем они когда-либо сталкивались. |            | |                  |                |                    |                   |             |                        |
| 124 | 20         | «The Big Blow Out» «Большое наступление»                                                                                  | Неизвестно       | Неизвестно     | 12 ноября 2017     | 18 февраля 2018   | 514         | TBA                    |
| Черепашки заручаются поддержкой Мутанималов, чтобы остановить Бибопа и Рокстеди. |            | |                  |                |                    |                   |             |                        |